# Pont-de-Chéruy
Pont-de-Chéruy település Franciaországban, Isère megyében. Lakosainak száma 6107 fő (2022. január 1.). Pont-de-Chéruy Chavanoz, Charvieu-Chavagneux és Tignieu-Jameyzieu községekkel határos.

## Népesség
A település népességének változása:
| Lakosok száma | 3561 | 3849 | 4700 | 4778 | 5463 | 5629 | 5772 | 5980 | 6028 | 6107 |
|               | 1968 | 1982 | 1990 | 2006 | 2014 | 2015 | 2017 | 2019 | 2020 | 2022 |

## Testvérvárosok
- Livorno Ferraris, Olaszország, 2001 óta